# Агацума Хіроміцу
Хіроміцу Агацума — японський музикант, що прославився віртуозною грою на сямісені.

## Ранні роки
Перші уроки гри на сямісені, японському традиційному музичному інструменті, хлопець взяв у шість років, і уже за декілька років здобув визнання, отримавши перемогу в престижному конкурсі «All-Japan Tsugaru Shamisen Competition» у 1988. Незважаючи на славу та популярність, хлопець вирішив не зупинятися на досягнутому і продовжив вдосконалювати свою майстерність. З часом Агацума почав експериментувати з різноманітними музичними напрямами для створення свого унікального стилю. В 1995 і 1996 роках Хіроміцу знову здобуває перемогу на конкурсі «All-Japan Tsugaru Shamisen Competition».

## Творча кар'єра
В 2001 році він записує свій перший альбом під назвою «Agatsuma», який у вересні того ж року публікує Toshiba EMI. Альбом, що вміщував п'ять народних і п'ять композицій в унікальному стилі автора, здобуває нагороду Japan Gold Disc Awards в номінації «Найкращий традиційний японський альбом року». Уже за рік світ побачив другий диск під назвою «BEAMS», який, після публікації в США, став його першим закордонним дебютом. В підтримку нового альбому музикант здійснив перше турне за межами Японії, відвідавши Нью-Йорк, Балтимор, Бостон.
На сьогодні музикант дає близько сотні концертів щороку, як в Японії так і за її межами.

## Дискографія
- 2001 — Agatsuma
- 2002 — Beams (Agatsuma 2)
- 2002 — New Asia
- 2002 — KoKoRo-Dozen Hearts
- 2003 — Classics (Agatsuma III)
- 2003 — New Asia II
- 2004 — Beyond
- 2005 — Eien no Uta — Eternal Songs
- 2006 — En
- 2007 — Soufuu
- 2008 — Agatsuma Plays Standards
- 2010 — The Best of
- 2010 — Jukki
- 2012 — Kusabi
- 2014 — Gen

## Нагороди
- Переможець «All-Japan Tsugaru-jamisen Competition»(3): 1988, 1995, 1996.
- 2001 — Japan Gold Disc Awards в номінації «Найкращий традиційний японський альбом року»